# Smokey and the Bandit part 3
Smokey and the Bandit part 3 è un film statunitense di genere commedia per la regia di Dick Lowry, uscito nelle sale nel 1983; costituisce il capitolo finale di una trilogia composta da Il bandito e la "Madama" (1977) e Una canaglia a tutto gas (1980).